# Molitva (pjesma)
"Molitva" (srp. "Молитва") je pjesma koju izvodi srpska pjevačica Marija Šerifović. Tekst pjesme je napisao Saša Milošević Mare, a uglazbio ju je Vladimir Graić. Kao pjesma pobjednica Beovizije 2007., Marija Šerifović je s ovom pjesmom predstavljala Srbiju na Eurosongu 2007. Pjesma je s 268 glasova osvojila prvo mjesto na Eurosongu 2007. i odvela Eurosong u Beograd.
Od ukupno 41 zemlje (izuzev Srbije) koje su glasale na Eurosongu, Molitva je čak devet puta dobila maksimalnih 12 bodova (od čega pet puta od bivših jugoslavenskih zemalja)  i s razlikom od 33 boda pobijedila ispred ukrajinskog predstavnika. Srbija je bila zemlja debitantica na ovom natjecanju i odmah su u prvom nastupu zabilježili pobjedu. Mariju Šerifović je u Srbiji dočekalo između 70 i 90 tisuća građana koji su joj željeli izraziti zahvalnost na odličnom predstavljanju njihove zemlje.

## Navodno plagiranje
Nakon što je čuo pjesmu, makedonski kompozitor Marjano Filipovski izjavio je da je "Molitva" srpski plagijat poznate albanske pjesme "Ndarja", pjevačice Soni Malaj. Ta je albanska pjesma pobijedila je na popularnom domaćem natjecanju Top fest i mnogima je podudarna s "Molitvom". No kasnijim istraživanjem glazbeni stručnjaci su ustvrdili da pjesma "Molitva" nije plagijat pjesme "Ndarja" zbog ponavljanja samo pola takta, a za plagijat su potrebna 4.

## Vanjske poveznice
- Riječi, "Molitva" na diggiloo.net
- "Molitva" uživo na Beoviziji 2007.  Arhivirana inačica izvorne stranice od 26. rujna 2007. (Wayback Machine)
- "Molitva" - verzije  Arhivirana inačica izvorne stranice od 13. svibnja 2007. (Wayback Machine)
- Srpska Molitva je plagijat?  Arhivirana inačica izvorne stranice od 17. svibnja 2007. (Wayback Machine)